# Raquel Pankowsky
Raquel Pankowsky (Ciudad de México, 10 de julio de 1952-28 de marzo de 2022) fue una actriz mexicana de televisión, teatro y cine de ascendencia judía.

## Primeros años
Nació en la Ciudad de México y creció en la Colonia Narvarte. Pankowsky nunca estuvo casada y no tuvo hijos. Sus padres, Isabel y José Pankowsky, se divorciaron cuando ella tenía seis años. Su padre falleció cuando tenía 19 años y su madre, cuando tenía 25 años.[cita requerida]

## Carrera
Comenzó a actuar en el bachillerato. Fue extra en la producción teatral Un sombrero lleno de lluvia, en donde conoció a Luis Gimeno, quien también estaba en la obra. En ese tiempo, Gimeno era el director de la escuela de la Asociación Nacional de Actores (ANDA), y la alentó para que ahí estudiara actuación.[cita requerida]
En 2005 hizo el papel de Martha Sahagún, la primera dama de México y esposa del entonces presidente Vicente Fox Quesada, en el programa de televisión El privilegio de mandar, con lo que alcanzó el mayor éxito en su carrera, y empezó a ser conocida por el público mexicano.
En 2016, participó en el Palacio de Bellas Artes, en el programa de lectura promocional Leo... luego éxito, en la Feria Internacional del Libro en Arteaga, donde leyó del libro La culpa es de los tlaxcaltecas, de Elena Garro, mientras animaba a la gente de todas las edades a leer.

## Filmografía

### Cine
- ¿Conoces a Tomás? (2019) - Roxanna
- Por mis bigotes (2015) - Vendedora
- La cebra (2011) - Martina
- No eres tú, soy yo (2010) - Agente de bienes raíces
- Morirse está en hebreo (2007) - Esther
- Así del precipicio (2006) - Raquel
- El jugador (1991) - Juanita
- Imagen de muerte (1990)
- Señoritas a disgusto (1989) - Rosita Rivero
- Las psiquiatras ardientes (1988)
- La plaza de Puerto Santo (1978) - Hija de Carmona
- El mexicano feo (1974)

### Telenovelas
- Lorenza (2020) - Sara Martínez
- Silvia Pinal, frente a ti (2019) - Estilista
- Mi querida herencia (2019) - Beatriz Zavala
- José José, el príncipe de la canción (2018) - Natalia Calles Chacón
- Papá a toda madre (2017-2018) - Esperanza Félix Vda. de Barrientos
- El bienamado (2017) - Concordia Briseño Vda. de Retana
- Tú eres mi corazón (2015-2016) - Conchita
- Qué pobres tan ricos (2013-2014) - Isela Blanco Vda. de Fontanet y Vda. de Salvatierra
- Corazón indomable (2013) - Cira
- Miss XV (2012) - Griselda
- Cachito de cielo (2012) - Socorro "Coca" Obregón
- Para volver a amar (2010-2011) - Sra. de Pimentel
- Zacatillo, un lugar en tu corazón (2010) - Sonia
- Un gancho al corazón (2008-2009) - Bernarda
- Querida enemiga (2008) - Clara
- Puro sentimiento (2005-2006) - Virginia
- Alegrijes y rebujos (2003-2004) - Consuelo Márquez
- Tu historia de amor (2003) - Ana (Varios episodios)
- El juego de la vida (2001-2002) - Bertha De la Mora
- Carita de ángel (2001) - Honoria
- El precio de tu amor (2000-2001) - Meche
- La casa en la playa (2000)
- Por tu amor (1999) - Dra. Obregón
- Camila (1998-1999) - Gloria
- Esmeralda (1997) - Juana
- La sombra del otro (1996)
- Caminos cruzados (1994-1995) - Inés
- Ángeles sin paraíso (1992-1993) - Brígida
- Carrusel de las Américas (1992) - Maestra Matilde Mateuche
- Al filo de la muerte (1991-1992) - Adela
- Cadenas de amargura (1991) - Inés Blancarte
- Carrusel (1989-1990) - Maestra Matilde Mateuche
- Amor en silencio (1988) - Felipa
- Victoria (1987-1988) - Hortensia
- Rosa salvaje (1987) - La Tacones
- El poder del amor (1985-1986) - Maria Cecilia
- Primavera (1983-1984) - Victoria
- Juegos del destino (1981-1982) - Teresa

### Series de TV
- Candy Cruz (2023)
- Julia vs Julia (2019) - Mercedes "Meche"
- 40 y 20 (2017) - Doña Magdalena (1 episodio)
- Los González (2016) - Doña María González (Varios episodios)
- Como dice el dicho - (1 episodio, 2013)
- Mujeres asesinas - Elena 'Nena' Quiroz Montalbo (1 episodio, 2009)
- Los simuladores (1 episodio, 2009)
- Hermanos y detectives - (1 episodio, 2009)
- La rosa de Guadalupe (2008) - Clotilde (1 episodio)
- Vecinos (2007) - Tía Maty (1 episodio)
- Una familia de diez (2007) - Conchita (1 episodio)
- La familia P. Luche (2007) - Directora (1 episodio)
- El privilegio de mandar (2005-2006) - Martha Según (Varios episodios)
- Incógnito (2005) - Martha Según de Fox (1 episodio)
- Desde Gayola (2002-2004) - Martha Según de Fox (Varios episodios)
- Mujer, casos de la vida real (13 episodios 1994-2003)

### Teatro
- Maduras, solteras y desesperadas (2018-2019)[4]
- El secuestro de la Cuquis (2015)[5]
- Los Locos Adams (2015)[6]
- El chofer y la Sra. Daisy (2013)[7]
- Humo, amor y cosas peores (2010)[8]

## Premios y nominaciones

### Premios Calendario de Oro 2007
| Categoría           | Persona          | Resultado |
| ------------------- | ---------------- | --------- |
| Mejor Actriz Cómica | Raquel Pankowsky | Ganadora  |

### TV Adicto Golden Awards
| Año  | Categoría            | Telenovela       | Resultado |
| ---- | -------------------- | ---------------- | --------- |
| 2012 | Mejor primera actriz | Cachito de cielo | Ganadora  |

### Premios TVyNovelas
| Año  | Categoría            | Programa/Telenovela | Resultado |
| ---- | -------------------- | ------------------- | --------- |
| 2018 | Mejor primera actriz | Papá a toda madre   | Nominada  |

## Presea Luminaria de Oro 2014
- Reconocimiento por Desempeño a Raquel Pankowsky[9]